# Lenore Zann
Lenore Zann, född 22 november 1959 i Sydney, är en australisk skådespelare.
Zann har bland annat spelat rösten till Rogue i ett flertal animerade produktioner såsom i exempelvis TV-serierna X-Men '97 och X-Men.

## Filmografi (i urval)
- 1992–1997 – X-Men (TV-serie)
- 2024 – X-Men '97 (TV-serie)